# Primus pilus

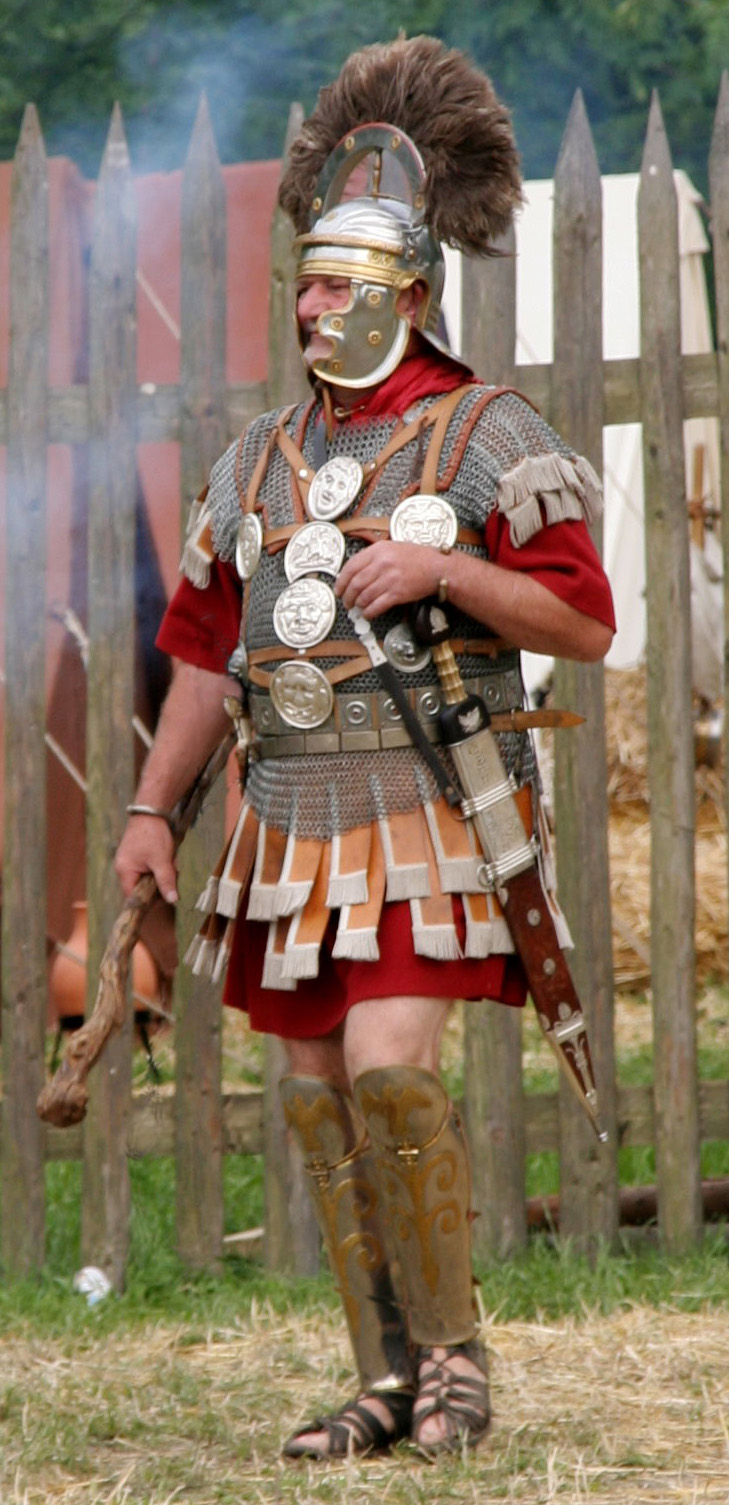
Costume de centurion

Le centurion primipile ou primus pilus (litt."1er manipule") était le grade du centurion commandant la première cohorte d'une légion.

## Rôle historique
Dans l'ancienne République romaine, la cohorte devint l'unité stratégique de base des légions. La cohorte était composée de 5 à 8 centuries, chacune étant dirigée par un centurion assisté par un optio, un soldat pouvant lire et écrire. Le centurion le plus gradé de la légion commandait la 1re cohorte était appelé le primus pilus, il s'agissait d'un soldat de métier qui était également un conseiller du légat. Tandis que toutes les cohortes « normales » était composée de 5 à 8 centuries, celle qui était commandée par le primus pilus en comptait 10 soit 800 hommes. Il faut également tenir compte de tout le personnel non-combattant tels que les cuisiniers, les prêtres... Dans une armée moderne, le primus pilus serait considéré comme un major si l'on compare en termes de nombre d'unités sous son commandement car il n'y a pas d'équivalent direct au primus pilus.
Seulement huit officiers dans une légion bien organisée sont les supérieurs hiérarchique du primus pilus. Le légat (legatus legionis), qui commande la légion; le tribun le plus gradé (tribunus lativaclus); le préfet de camp (praefectus castrorum) ; et les cinq jeunes tribuns (tribuni angusticlavii).